# Социал-демократия

Красная роза — международный символ социал-демократов. Роза стала символом социал-демократов из-за её ассоциации с красным цветом примерно с 1880-х годов, а красный цвет, в свою очередь, стал ассоциироваться с социализмом примерно с 1848 года.

Социа́л-демокра́тия — политическая идеология и философия, опирающаяся на рабочее и демократическое движение, и ставящая свою цель в достижении социального равенства и социальной справедливости. Как правило, социал-демократия стремится к созданию либерально-демократического и социального государства всеобщего благосостояния, использующего смешанную и социально-ориентированную рыночную экономику. Идеология возникла в результате ревизионизма идей марксизма, процесс которого проходил в течение первой половины XX века.
При этом идеология современной социал-демократии находится несколько левее социального либерализма и несколько правее демократического социализма. В отличие от демократических социалистов, социал-демократы выступают против упразднения капитализма и за сохранение большей части средств производства в частной собственности. В отличие от социальных либералов, социал-демократы считают, что социальное равенство и экономические права равнозначны по своей важности, тогда как для социал-либералов превалирует значимость экономических прав.
Сейчас принято считать, что социал-демократия сформировалась под влиянием социалистических течений, например, утопического социализма и марксизма, однако также считается, что концепция социал-демократии зарождалась в куда более ранние периоды политического развития[прояснить].

## Краткая история социал-демократии

### Зарождение идеологии
Впервые термин стал употребляться в «Рабочем братстве» Стефана Борна, когда его члены в конце 1840-х начали употреблять по отношению к себе название «социал-демократы», однако внятного объяснения того, что это вообще такое — не было, из-за чего до Первой мировой войны «социал-демократами» называли как марксистов, так и последователей левой идеологии (вне анархизма), вроде Ф. Лассаля и прочих приверженцев реформистского социализма. Таким образом, эта категория объединяла и радикальных революционеров — В. И. Ленина и Р. Люксембург, и умеренных эволюционистов типа Э. Бернштейна, и ортодоксальный «центр» типа К. Каутского.
Вот как выглядела социал-демократия в трудах В. И. Ленина в 1897 году:

Практическая деятельность социал-демократов ставит себе, как известно, задачей руководить классовой борьбой пролетариата и организовать эту борьбу в её обоих проявлениях: социалистическом (борьба против класса капиталистов, стремящаяся к разрушению классового строя и организации социалистического общества) и демократическом (борьба против абсолютизма, стремящаяся к завоеванию в России демократизации политического и общественного строя России) […] с самого своего появления в качестве особого социально-революционного направления русские социал-демократы… всегда подчеркивали двоякое проявление и содержание классовой борьбы пролетариата, всегда настаивали на неразрывной связи своих социалистических и демократических задач, — связи, наглядно выраженной в названии принятом ими. — «Задачи русских социал-демократов»

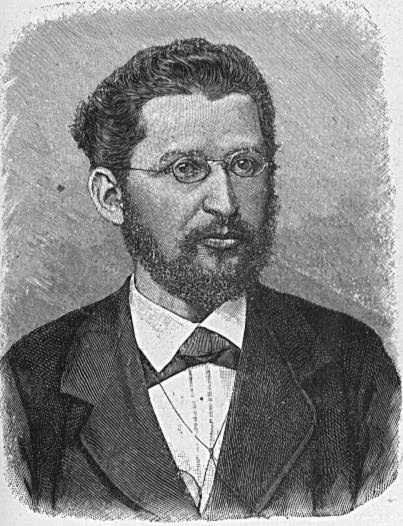
Эдуард Бернштейн

Окончательное закрепление термина, а соответственно отдельной идеологии происходит в 1863 году с учреждением СДПГ. Партия находилась под значимым идеологическим влиянием Карла Маркса и Фридриха Энгельса, а также Эдуарда Бернштейна, которые фактически структурировали и создали первую объединённую теорию социал-демократии, что привело к быстрому росту популярности идеологии по всему миру, кульминацией чего стало учреждение II Интернационала в 1889 году.
К концу XIX века, идеологическое влияние Бернштейна окончательно захватывает контроль над социал-демократией, благодаря чему от социал-демократов начинают отделяться демократические социалисты и коммунисты, а основной идеей стало утверждение линии на эволюционную реформу государства, где главную роль играет сам процесс перехода страны к социализму, а не его итог. Благодаря этой подвижке, был смещён акцент с революционной борьбы на демократическую. Концепция произвела широкое впечатление на простых избирателей, благодаря чему социал-демократические силы по всему миру начали занимать главенствующие роли в политике, как например случилось в странах Скандинавии.

### Социал-демократия XX века
После октябрьской революции, коммунисты объявили социал-демократию «врагами рабочего движения и агентами капитала», а также начали ликвидацию демократии в пользу установления однопартийной диктатуры, из-за чего между двумя движениями сильно выросли противоречия. Впрочем, в связи с фашистской и нацистской угрозой, социал-демократы добивались заключения временных союзов в виде народных фронтов, однако уже после Второй мировой войны, особенно после процесса Кравченко, коммунистические силы в Европе начали стремительно ослабевать, на фоне чего социал-демократы окончательно утвердились в роли авангарда левого движения.
Началась золотая эпоха для социал-демократических сил. Те стали правящими или коалиционными силами, и, на фоне достижения значимых результатов, приобретают крайне большую популярность. На этом фоне социал-демократические партии окончательно отвергают марксизм по причине его устаревания (по мнению социал-демократов), как например произошло в СДПГ с принятием Годесбергской программы.

## Взгляды
Несмотря на то, что социал-демократия крайне гибкая и реформационная идеология, у неё имеются три основных тезиса: свобода, справедливость и солидарность.
Политические тезисы социал-демократии:
- Децентрализованное федеративное симметричное государственное устройство;
- Парламентская форма правления;
- Многопартийность, плюрализм, свобода, верховенство закона, полиархия, равенство перед законом, правовое государство;
- Конституционная парламентская либеральная демократия;
- Внедрение систем демократии участия и прямой демократии;
- Развитие внутрипартийной демократии;
- Декоммунизация[источник не указан 160 дней], деконсерватизация;
- Меритократия[источник не указан 95 дней], гениократия[источник не указан 95 дней], ноократия[источник не указан 95 дней], технократия[источник не указан 95 дней];
- Немонолитность государственного аппарата;
- Использование принципа разделения властей и системы сдержек и противовесов;
- Развитие международных организаций;
- Прогрессивизм, реформизм;
- Мультикультурализм, космополитизм, интернационализм;
- Антиавторитаризм, антикоммунизм, антифашизм, пацифизм;
- Альтерглобализм, мультилатерализм.

Социальные тезисы социал-демократии:
- Социальное государство;
- Всеобщее образование и здравоохранение;
- Создание равных прав человека;
- Борьба с дискриминацией;
- Феминизм, антирасизм;
- Развитие профсоюзов;
- Социальное партнёрство;
- Расширение прав работников и защита оных;
- Улучшение условий труда;
- Контроль за иммиграцией, недопущение нелегальной иммиграции, однако помощь беженцам;
- Баланс свободы и регуляции религиозной политики, антиклерикализм, секуляризм;

Экономические тезисы социал-демократии:
- Прогрессивное налогообложение;
- Государство всеобщего благосостояния;
- Социальный капитализм;
- Многоукладная смешанная и социально-ориентированная рыночная экономическая система;
- Государственное регулирование экономики и экономическое вмешательство;
- Многообразие форм собственности;
- Государственно-частное партнёрство;
- Субсидирование обрабатывающей промышленности, малого и среднего бизнеса, и инновационных отраслей экономики;
- Социальная ответственность бизнеса;
- Борьба с монополиями;
- Выравнивание региональных бюджетов;
- Зелёная политика, энвайронментализм;
- Постепенный переход на зелёную энергию и зелёную экономику;
- Субсидирование развития зелёной энергетики;
- Интеграция зелёной энергетики в жилищно-коммунальное хозяйство;
- Содействие четвёртой промышленной революции;
- Борьба с коррупцией и олигархией;
- Сокращение социально-экономического неравенства;
- Борьба с бедностью;
- Введение безусловного базового дохода;
- Борьба с безработицей;
- Создание равных возможностей[англ.].

## Социал-демократы у власти
Если в начале XX века вхождение представителя французских социалистов Александра Мильерана в буржуазное правительство было рассмотрено как предательство («казус Мильерана»), то после Первой мировой войны социал-демократические правительства стали регулярно появляться у власти в рамках двухпартийной системы демократических стран.
Хотя в годы «Великой депрессии» в ряде стран социал-демократические партии вынуждены были уйти в оппозицию (в Великобритании), а в Германии и Австрии в подполье, социал-демократия сохранилась, а в Швеции даже смогла укрепить свои позиции с помощью государственного регулирования экономики. Шведское правительство Ханссона смогло стабилизировать ситуацию за два года, и после этого относительное большинство шведских избирателей голосует за Социал-демократическую партию Швеции практически на всех выборах. Лишь после выборов в Риксдаг 1976 года шведские социал-демократы потеряли власть впервые с 1936 года. Умеренная политика шведских социал-демократов (так называемый «шведский социализм») предусматривает рост социальных расходов без огосударствления экономики — все широко известные компании Швеции (ABB, Volvo, Saab, Electrolux, IKEA, Nordea и др.) никогда не были национализированы. Политолог Сеймур Липсет отмечал:

Парадоксально, что так называемые буржуазные партии — либералы, центристы и консерваторы — за первые три года правления (1976—1979) национализировали больше промышленных предприятий, чем социал-демократы за предыдущие 44 года. Но вернувшись к власти в 1982 году, социал-демократы занялись приватизацией.
После Второй мировой войны ускорился процесс расставания социал-демократических партий с элементами марксистской идеологии, важным этапом этого процесса стало принятие Годесбергской программы социал-демократами ФРГ. Крупнейшими идеологами послевоенной прагматичной социал-демократии стали Вилли Брандт, Бруно Крайский, Улоф Пальме. Международной организацией, объединяющей социал-демократические партии, является Социалистический интернационал, созданный в 1951 году во Франкфурте-на-Майне как правопреемник II Интернационала и Социалистического рабочего интернационала.
Социал-демократические партии активно участвовали и продолжают участвовать в правительствах Исландии, Норвегии, Швеции, Финляндии, Дании, ФРГ и объединённой Германии, Франции, Великобритании, Ирландии, Испании, Италии, Португалии, Австрии, Бельгии, Нидерландов и некоторых других странах, например, посткоммунистических Венгрии, Польши, Болгарии. Эти партии опираются на профсоюзы, прежде всего объединённые в Международной конфедерации профсоюзов (ранее Международной конфедерации свободных профсоюзов), в экономике выступают за создание «государства всеобщего благосостояния» на основе смешанной экономики, регулируемой по рецептам кейнсианской теории. Повышение пенсий и социальных выплат — именно их заслуга. Обратной стороной этой политики являются высокие налоги, но чередование левых и правых правительств в демократических странах позволяет находить желательный для избирателей баланс между социальными расходами и налогами.
Тенденции к социал-демократии намечались в политике ряда стран социалистического лагеря (Югославии, Венгрии и Чехословакии).
В 2021 году после проведения выборов в Европе, во главе многих правительств встали социал-демократические партии.

## Социал-демократия в странах третьего мира
Социализм был очень популярен в некоторых странах Латинской Америки, Азии и Африки. Для индийского лидера Джавахарлала Неру, как и для многих других борцов за независимость в этих регионах, социализм был привлекателен как альтернатива капиталистической и коммунистической системам. А жизненный путь латиноамериканского революционера — противника социал-демократии Че Гевары, стал примером для леворадикальной молодёжи во всем мире. После Второй мировой войны социалистические партии пришли к власти в разных частях света, и значительная часть частной промышленности была национализирована. В Азии и Африке, где трудящиеся — крестьяне, а не промышленные рабочие, социалистические программы делали акцент на земельной реформе и других аграрных преобразованиях. У этих народов до недавнего времени имелось также правительственное планирование для быстрого экономического развития. Африканский социализм включал и возобновление предколониальных ценностей и учреждений, в то время как модернизация проводилась сквозь централизованный аппарат однопартийного государства и именно поэтому он не может быть назван социал-демократическим.

## Критика
Критика социал-демократической идеологии представляет собой традиционную критику обоих базовых положений — социализма и демократии. Причём критика идёт с обеих сторон — как справа, так и слева. Критика справа заключается в высоких налогах, а слева в недостаточном экономическом равенстве.
С момента появления первых социалистических партий они стали целью для обвинений в несостоятельности социализма как экономической доктрины. В дальнейшем эта идея была развита в трудах Ротбарда, Мизеса, Хайека и множества других экономистов.
С другой стороны, с момента разделения Российской социал-демократической рабочей партии на большевиков и социал-демократов, первые обвиняли вторых в оппортунизме за отказ от классовой борьбы, за представление о «надклассовости» государства и демократии, за понимание социализма как этической категории.

## Ревизия взглядов
Недавний крах восточноевропейских социалистических государств привёл социалистов во всём мире к пересмотру части их доктрин, включая централизованное планирование и национализацию промышленности.
Политика некоторых социал-демократических лидеров, например, «третий путь» Тони Блэра или Герхарда Шрёдера, подобно либерализму делающий опору на «средний класс», подвергалась острой критике левого крыла их партий, поскольку она поддерживает интересы скорее не трудящихся, а средней буржуазии.
Несмотря на определённую потерю политического влияния и кризис в социал-демократическом движении, идеи демократического социализма продолжают быть весьма популярными. Многие социалисты призывают считать социал-демократию той идеологией, которой необходимо следовать, как моральной установке, даже если её невозможно полностью реализовать на практике.

## Основные социал-демократические партии
Основные социал-демократические партии в мире (представлены не все):
- Социал-демократическая партия Германии
- Лейбористская партия Великобритании
- Социалистическая партия (Франция)
- Социал-демократическая партия Австрии
- Демократическая партия (Италия)
- Социалистическая партия (Валлония), Бельгия
- Социалистическая партия (Фландрия), Бельгия
- Партия труда (Нидерланды)
- Новая демократическая партия (Канада)
- Австралийская лейбористская партия
- Лейбористская партия Новой Зеландии
- Социалистическая рабочая партия (Люксембург)
- Социал-демократы (Дания)
- Социал-демократическая рабочая партия Швеции
- Рабочая партия (Норвегия)
- Социал-демократическая партия Финляндии
- Социал-демократический альянс (Исландия)
- Социал-демократическая партия Эстонии
- Социал-демократическая партия Швейцарии
- Лейбористская партия (Ирландия)
- Союз демократических левых сил (Польша)
- Чешская социал-демократическая партия
- Венгерская социалистическая партия
- Социал-демократическая партия Румынии
- Болгарская социалистическая партия
- Демократическая партия (Сербия)
- Всегреческое социалистическое движение
- Испанская социалистическая рабочая партия
- Португальская социалистическая партия
- Социал-демократическая партия (Япония)
- Авода (Израиль)
- Республиканская народная партия (Турция)
- Яблоко (Россия)
- Оппозиционная платформа — За жизнь (Украина)
- ОСДП (Казахстан)
- Социал-демократическая партия Кореи (КНДР)
- Социал-демократическая партия Хорватии
- Партия справедливости (Республика Корея)